# Nycticeinops schlieffeni
Nycticeinops schlieffeni är en fladdermusart som först beskrevs av Peters 1859.  Nycticeinops schlieffeni är ensam i släktet Nycticeinops som ingår i familjen läderlappar. Inga underarter finns listade i Catalogue of Life. Tidigare listades arten i släktet Nycticeius. Arten är uppkallad efter den tyska upptäcktsresande Wilhelm von Schlieffen som fångade holotypen.
Individerna blir 40 till 56 mm långa (huvud och bål) och har en 26 till 37 mm lång svans. De väger 6 till 9 g och har 29 till 35 mm långa underarmar. Pälsen har på ovansidan en brun till ljusbrun färg, undersida är ännu ljusare till vitaktig. Arten skiljer sig från släktet Nycticeius genom avvikande detaljer av skallen, tänderna och penisbenet (baculum).
Denna fladdermus har flera från varandra skilda populationer i Afrika. Habitatet utgörs av torra savanner, buskskogar, öknar och halvöknar.
Individerna vilar i byggnader under taket, i trädens håligheter eller under lösa barkskivor. De jagar ensam eller i små grupper och har olika insekter som byten. Vanligen påbörjas jakten tidig under skymningen. Parningstiden är beroende på utbredningsområde. Per kull föds en till tre ungar.